# StadtRevue
Die StadtRevue ist ein monatlich erscheinendes Kölner Stadtmagazin. Sie ist 1976 aus den damaligen sozialen Bewegungen als Stattzeitung entstanden und weiterhin deren Diskursen verbunden, d. h. soziale und alternative Themen, besonders auch lokal relevante, werden nach wie vor behandelt.
Weitere Inhalte der StadtRevue sind der Veranstaltungskalender, der Kleinanzeigenteil sowie die Kritiken aktueller Musik und Filme.
Die Stadtrevue ist verlegerisch und journalistisch unabhängig. Der Verlag wird als selbstverwaltetes Kollektiv geführt, d. h. Produzenten- und Eigentümer-Gemeinschaft sind identisch. Neben der monatlich erscheinenden Stadtrevue wird der Gastro-Guide Tagnacht, das Hochschulmagazin Alma, der Design-Guide Raum5 und die beiden englischen Publikationen hidden cologne und culinary cologne verlegt.
Die StadtRevue veranstaltet in Kooperation mit der Stadt Köln und den Kölner Museen die Museumsnacht Köln.